# Izabela Maria Lubomirska
Izabela Maria Lubomirska, ou Hedwige Lubomirska (1er mars 1808–18 mars 1868) princesse polonaise de la famille Lubomirski
Elle est la fille du prince Henryk Ludwik Lubomirski (1777-1850) et de Teresa Czartoryska. Elle épouse Władysław Hieronim Sanguszko.